# Здание дворца Ширваншахов
Здание дворца Ширваншахов или жилой дом Ширваншахов – древнейшее здание, входящее в дворцовый комплекс Ширваншахов. Здание дворца расположено в верхнем дворе комплекса. Во время постройки здание располагалось на высоком холме и доминировало в общем плане и облике города. Дворец считается одним из шедевров азербайджанской архитектуры.

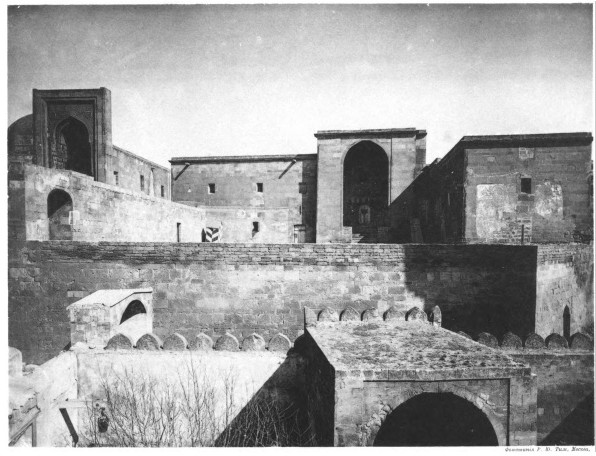
Западная сторона Ханского дворца, середина XIX в.

Величественное здание дворца занимает доминирующее положение в закрытом дворцовом пространстве. Простой, но большой портал, значительно выделяющийся из общего объема, отличается строгостью пропорций и чистотой почти целых стен. Не исключено, что двухэтажное здание дворца построено на фундаменте более древнего здания и отличается сложной конфигурацией плана. Верхний этаж повторяет структуру планировки нижнего этажа. Центральный восьмиугольный зал и примыкающий к нему вестибюль имеет такие же формы.

## История
Время постройки здания точно не установлено. Исследователи отмечают, что здание дворца подверглось большему количеству разрушений и планировочных изменений по сравнению с другими постройками, входящими в комплекс.
В 1500 году, после того как в битве между Ширваншахами и Сефевидами был убит ширваншах Фаррух Йасар, Сефевиды заняли Баку, а дворец был разграблен. Кто жил во дворце после Ширваншахов неизвестно.
После оккупации Бакинского ханства Российской империей 10 февраля 1828 года дворцовые постройки были превращены в российский военный штаб, а сам дворец отремонтирован. Многие ценные постройки, относящиеся к дворцу, были разрушены во время ремонта. На территории дворца планировалось построить церковь Александра Невского.
В конце XIX века дворец был полностью заброшен. 5 октября 1918 года был опубликован декрет Азербайджанской Демократической Республики «Об инвентаризации и сохранении памятников искусства и старины, принадлежащих обществу, учреждениям и частным лицам». Согласно этому указу, который является первым документом о государственной регистрации памятников в Азербайджане, дворец Ширваншахов был зарегистрирован как памятник историко-культурной ценности.
В 1932 году по решению Совета Народных Комиссаров Азербайджанской ССР во дворце Ширваншахов были начаты ремонтные работы. В 1937-1938 годах во дворце проводились археологические раскопки под руководством археолога В.Н.Левиатова. В ходе исследований были обнаружены материальные и культурные образцы XII-XV веков.
После завершения реконструкции здания здесь разместились часть Азербайджанского национального музея и Музея истории религии. С 1954 года дворцовый комплекс Ширваншахов превращен в Государственный музей истории и архитектуры, а в 1960 году власти республики приняли решение об охране дворца как памятника архитектуры.

## Описание
Здание дворца является самым большим зданием комплекса как по объему, так и по площади, имеет два этажа и сложную конструкцию. Здесь гладкая северная стена под прямым углом примыкает к западной стене, которая считается основным планом здания и имеет открытую входную дверь. Восточная и южная стены дополнены угловыми выступами. В юго-восточном углу здания стена не прямая, а имеет ряд выступов. Вероятно, эти выступы были построены для того, чтобы лучше освещать помещения здания и не загораживать вид на море и Бакинскую бухту, образующие отсюда прекрасный вид.
Профессор Илья Березин, описавший дворец в 1842 году, писал:
"Главное здание с более чем 40 комнатами разной площади на обоих этажах считалось эндеруном (внутренней частью)... Перед фасадом дворца находится внутренний двор. Отсюда через красивую куполообразную главную дверь в середине корпуса ведется путь в восьмиугольный, слегка куполообразный внутренний зал приемов. Вероятно, куполообразную крышу имели и другие помещения, но сейчас сохранились только две из них. В комнатах сорвало крыши, а стены комнат верхнего этажа во многих местах обрушились. Первый этаж, который, вероятно, использовался под конюшни и склады, был почти полностью засыпан камнями и землей, так как не имел окон. От внутреннего убранства не осталось и следа."

## Архитектурные особенности

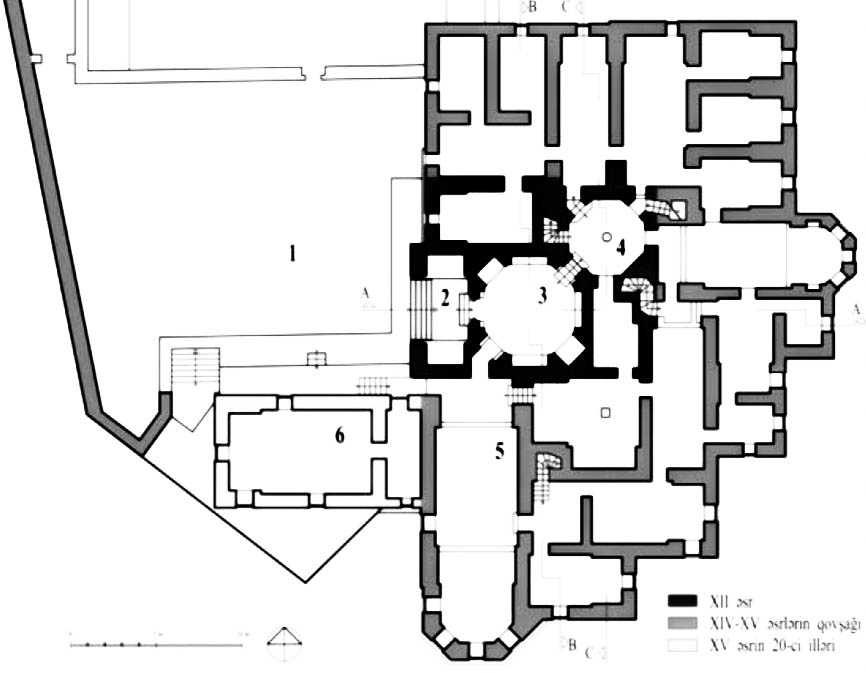
План здания дворца Ширваншахов: 1. Двор 2. Балкон 3. Зал для приемов 4. Вестибюль 5. Большой тронный зал 6. Кабинет. Также части дворца, построенные в разные периоды (XII век, рубеж XIV-XV вв и начало XV в). Построенные части выделены

Тот факт, что входные порталы здания, украшения и орнаменты очень просты, а также отсутствуют надписи на внутренних стенах впечатление роскоши не создается. Узкие щелевидные окна первого этажа, больше похожие на ниши в стенах замка, чем на окна, и отсутствие какого-либо архитектурного декора на стенах комнат резко контрастируют с диван-ханой, гробницей Ширваншахов и дворцовой мечетью, стоящие рядом с дворцом.
Здание дворца резко отличается от богато украшенных дворцов, типичных для стран Ближнего Востока. В этом большом двухэтажном здании с более чем пятьюдесятью комнатами нет связи между отдельными комнатами. Первоначально во дворце было 52 комнаты, из них 27 располагались на первом этаже и 25 на втором этаже. Комнаты симметричны. На втором этаже расположены покои самого шаха и его семьи. Из окон второго этажа открывается прекрасный вид на Бакинскую бухту. Окна дополнены шебеке.
Связи между этажами созданы двумя узкими лестницами и лестницей, расположенной на полу восьмиугольного зала. Среди помещений своим оригинальным видом выделяется восьмиугольный зал, расположенный возле входа. До наших дней дошла часть первоначального облика примыкающего к нему второго восьмиугольного зала. Его куполообразная крыша заменена плоской крышей.
Главный величественный вход находится в западной части здания. Великолепный портал, сочетающий в себе все элементы азербайджанской архитектуры и не имеющий декоративных элементов, привлекает внимание, как только входишь в первый двор. Справа и слева от входа есть глубокая ниша в стене. Ось этого архитектурного памятника - портального перехода, характерного для построек Ширвано-апшеронской школы зодчества, срезана. Он дополнен острым камнем. Такое положение повторяется в дворцовом комплексе несколько раз.

## Тронный зал

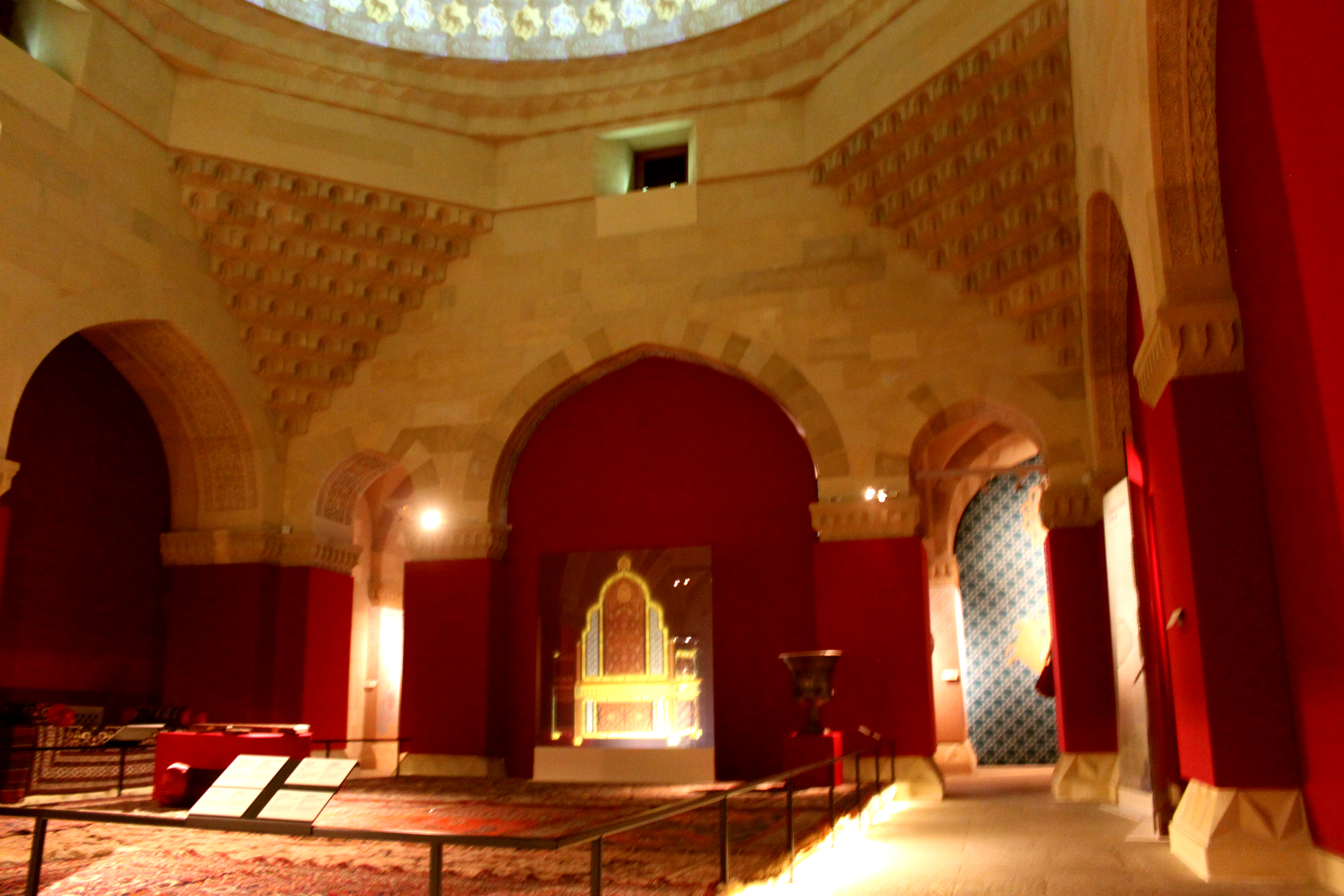
Тронный зал

Особое внимание в плане дворца привлекает восьмиугольный зал. На его стенах изнутри расположены арки. Крыша этого зала покрыта каменным куполом. Зал, имеющий красивую дверь снаружи, вероятно, был залом для приемов. Сейчас из него открываются вход в другие помещения дворца.
Российский востоковед и тюрколог И.Н. Березин писал: «Это так называемая «ханская резиденция» часть дворца. Эта часть состоит из помещения с восьмиугольным куполом. В каждой стене есть ниша. Наружные стены квадратные, а на верхний этаж опирается другое здание, построенное рядом с дворцовым зданием, и между ними нет пути».
Всемирно известные архитекторы С. Дадашов и М. Гусейнов отмечают, что «исходя из того, что этажи расположены очень низко друг от друга (1 м), можно предположить, что между этими помещениями действительно не было прохода». Однако уже в 1896 году на схематическом рисунке дворца, составленном архитектором Казимиром Скуревичем, показано, что этот зал соединен с другими помещениями. Автор рисунка пишет: "Сейчас почти все купола и стены внутри дворца сняты и открыта новая дорога." По мнению исследователей, эти соображения и идеи дают своего рода основу для подтверждения того факта, что главные ворота и восьмиугольный зал были построены в одно время, тогда как остальные части дворца построены в другое время. Однако невозможно определить именно когда.

## Галерея

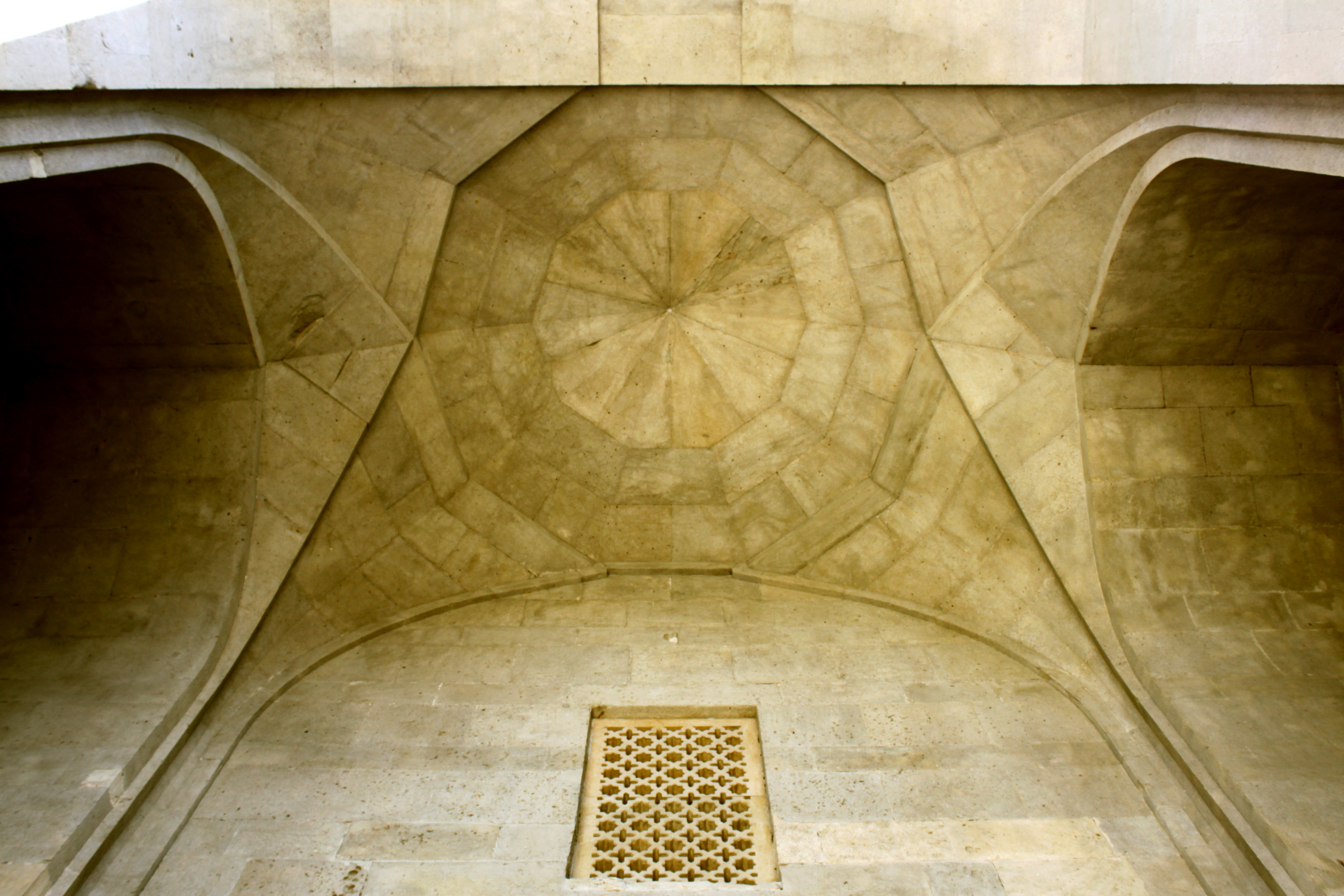
Купол портала
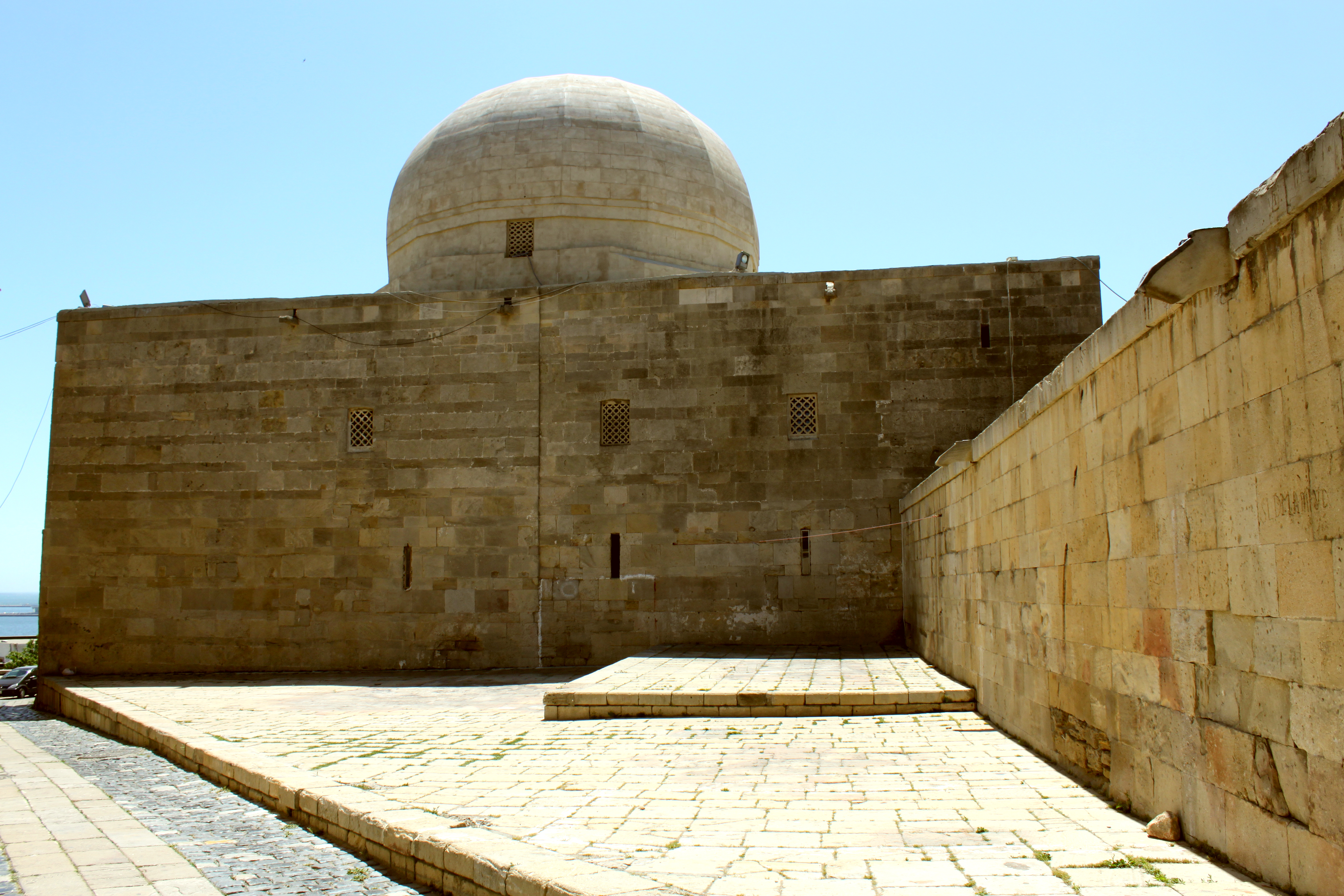
Внешний вид восьмиугольного зала
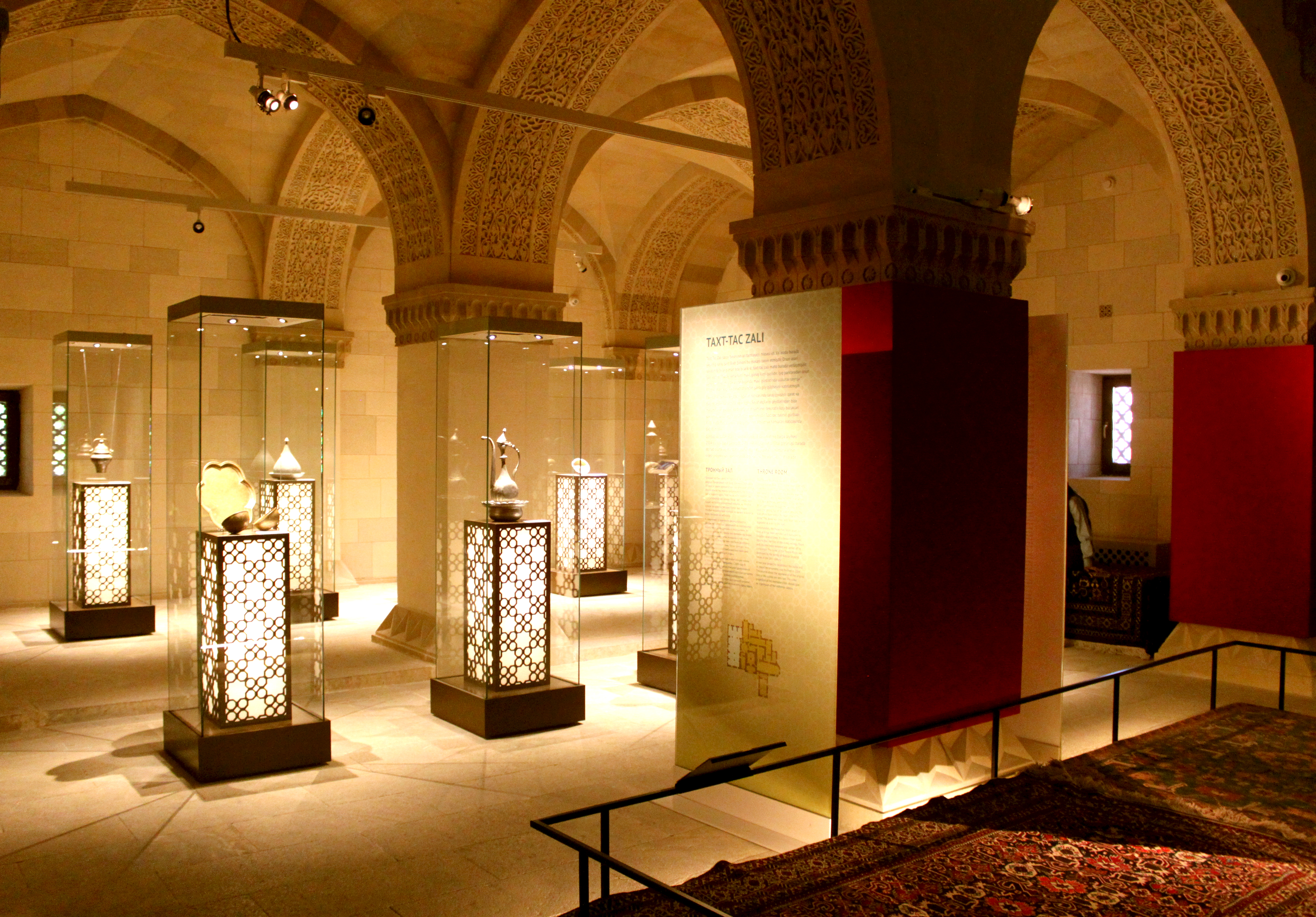
Экспозиции музея в тронном зале